# Ялай
Ялай — посёлок в Тасеевском районе Красноярского края. Входит в состав Сивохинского сельсовета.

## География
Посёлок находится в восточной части края, в пределах Среднесибирского плоскогорья, в подтаёжно-лесостепном районе лесостепной зоны, на правом берегу реки Мурмы, на расстоянии приблизительно 38 километров (по прямой) к юго-западу от Тасеева, административного центра района. Абсолютная высота — 206 метров над уровнем моря.
Климат
Климат характеризуется как резко континентальный, с продолжительной морозной зимой и коротким тёплым летом. Средняя температура воздуха самого тёплого месяца (июля) составляет 17,7 °C (абсолютный максимум — 38 °C); самого холодного (января) — −23 °C (абсолютный минимум — −57 °C). Продолжительность безморозного периода составляет в среднем 60 дней. Среднегодовое количество атмосферных осадков составляет 392—401 мм, из которых большая часть выпадает в тёплый период.

## История
Основан в 1910 году. По данным 1926 года в посёлке имелось 61 хозяйство и проживало 315 человек (161 мужчина и 154 женщины). В национальном составе населения того периода преобладали русские. В административном отношении входил в состав Лукашинского сельсовета Тасеевского района Канского округа Сибирского края.

## Население
| 2010 |
| ---- |
| 112  |

Половой состав
По данным Всероссийской переписи населения 2010 года в гендерной структуре населения мужчины составляли 53,6 %, женщины — соответственно 46,4 %.
Национальный состав
Согласно результатам переписи 2002 года, в национальной структуре населения русские составляли 90 % из 166 чел.